# Ханнанов, Василь Миргазиянович
Васи́ль Миргазия́нович Ханна́нов (26 сентября 1956, Октябрьский, Башкирская АССР, РСФСР, СССР — 24 февраля 2024, Уфа, Республика Башкортостан, Россия) —  советский и российский живописец, каллиграф. Заслуженный художник России и Республики Башкортостан (1999), член Союза художников РФ (1990).

## Биография
Ханнанов Василь Миргазиянович родился 26 сентября 1956 года в городе Октябрьский Башкирской АССР.
В 1979 году окончил Уфимское училище искусств.
C 1990 года — член творческого объединения «Чингисхан», с 1992 года — председатель объединения.
Картины Василя Ханнанова хранятся в БГХМ им. М. В. Нестерова, ГМИИ РТ (Казань), НКЦ «Казань» (Казань), Московском музее современного искусства (MMOMA), Международном независимом культурологическом Фонде «Туран» (Стамбул, Турция), Музее современного русского искусства (Джерси-Сити, США), Челябинской областной картинной галерее, Краснодарском государственном музее изобразительных искусств, ОАО «Фонд „Восток“» (Уфа), ГСИ «Урал» МК РБ (Уфа), Галерее «Мирас» (Уфа; Москва), Галерее искусств «Academia» (Уфа, УТИС), в частных собраниях в России и за рубежом.
Ханнанов был директором Музея современного искусства Республики Башкортостан им. Наиля Латфуллина.
Жил до самой смерти 24 февраля 2024 года в Уфе.
25 февраля 2024 года прошло прощание с художником в фойе Уфимского государственного института искусств имени Загира Исмагилова. Похоронен на Аллее славы на Южном кладбище Уфы.

## Работы
«Аль-Масад» (1995), триптих «Тафсир» (1989-95), «Раскрытие» (1997-98) и др.

## Выставки
Василь Миргазиянович — участник республиканских, зональных, международных выставок в составе группы «Чингисхан», включая 8 персональных: «ТатАрт» (1991, Межрегиональная выставка. Санкт-Петербург), «Неизвестная Россия» (1998,
Выставка художников России в США. Джерси-Сити, Музей современного русского искусства; Нью-Йорк, Галерея Залъмана; Вашингтон),
«ЕВРО-АРТ 1999» (1999, ТО «Чингисхан», Барселона, Испания), модульная экспозиция ТО «Чингисхан» (2000, Москва, «Манеж»),
Выставки «Традиции мусульманского искусства в России в современном аспекте»(2000, ТО «Чингисхан», Москва, Посольство Египта), «Современное изобразительное искусство Башкортостана» (2001, Санкт-Петербург).

## Награды и звания
- Заслуженный художник БАССР (1999).
- Заслуженный художник РФ (2017).
- Народный художник Республики Башкортостан (2023).